# فراسینله پولزینه
فراسینله پولزینه (به ایتالیایی: Frassinelle Polesine) یک کومونه در ایتالیا است که در استان روویگو واقع شده‌است. فراسینله پولزینه ۲۱٫۹ کیلومتر مربع مساحت و ۱٬۵۵۹ نفر جمعیت دارد.